# Josef Veleta
Josef Veleta (* 16. April 1930 in Wien; † 6. Dezember 2011) war ein österreichischer Politiker (SPÖ). Veleta war Mitglied des Bundesrates, Abgeordneter zum Nationalrat, Amtsführender Stadtrat sowie Bezirksvorsteher in Wien. 

## Ausbildung und Beruf
Veleta besuchte zwischen 1936 und 1944 die Volks- und Hauptschule und erlernte danach von 1944 bis 1948 den Beruf des Automechanikers. Veleta war in der Folge zwischen 1948 und 1955 im Röntgenambulatorium der Wiener Gebietskrankenkasse angestellt und war in der Folge von 1955 bis 1957 als Landessekretär der Sozialistischen Jugend Wien beschäftigt und danach von 1957 bis 1965 Bezirkssekretär der SPÖ Wien-Hernals. Er wurde am Hernalser Friedhof in einem ehrenhalber gewidmeten Grab bestattet.

## Politik
Veleta war zwischen 1965 und 1979 Bezirksvorsteher von Wien-Hernals und wurde 1979 im Zuge einer großen Regierungsumbildung in die Landesregierung und Stadtsenat Gratz III gewählt. Veleta wurde am 14. Februar 1979 als Stadtrat gewählt und war ab dem 27. Februar 1979 Amtsführender Stadtrat für Vermögensverwaltung, städtische Dienstleistungen und Konsumentenschutz. Veleta hatte dieses Amt bis zum Ende der Regierungsperiode am 27. Mai 1983 inne. Am 1. Juni 1983 wechselte Veleta in den Nationalrat, dem er bis zum 30. März 1986 angehörte. Danach war er vom 31. März 1986 bis zum 30. Juni 1990 Mitglied des Bundesrates. Zudem war Veleta zwischen 1980 und 1988 Bezirksparteivorsitzender der SPÖ Hernals. 

## Auszeichnungen (Auszug)
- Großes Silbernes Ehrenzeichen für Verdienste um die Republik Österreich (1988)
- Goldenes Ehrenzeichen für Verdienste um das Land Wien
- Goldenes Verdienstzeichen um das Land Wien
- Bürger der Stadt Wien[3]
- Benennung des Veletawegs in Hernals (2016)